# ハンター・ジョンソン
ハンター・ジョンソン（Hunter Johnson、1906年4月14日 - 1998年8月27日）は、アメリカ合衆国の作曲家。

## 略歴
ノースカロライナ州ベンソン出身。ノースカロライナ大学を卒業後、1929年にイーストマン音楽学校の大学院を修了、後に博士号を取得した。ミシガン大学（1929-33）、マニトバ大学（1944-47）、コーネル大学（1948-53）、イリノイ大学（1959-65）、テキサス大学（1966-71）で教壇に立ち、1971年に引退した後は故郷のベンソンに帰った。
代表作にはエミリー・ディキンソンの詩と人生をもとにしたマーサ・グレアム振付のバレエ『世界への手紙』がある。作風は新古典主義音楽、新ロマン主義音楽、国民楽派を折衷したものであった。